# Очняк жовтогарячий
Очняк жовтогарячий (Pyronia tithonus) — вид денних метеликів з родини сонцевиків (Nymphalidae).

## Поширення
Вид поширений у Південній та Центральній Європі, на Балканах, в Марокко і Туреччині. В Україні єдиний раз зібраний у Київській області на початку XX століття.

## Опис
Розмах крил — 36-42 мм. Самці і самиці схожі, але у самиці немає темного андроконіального поля, помітного на передніх крилах самця. Вічко на передніх крилах зазвичай з двома білими «зіницями». Низ передніх крил здебільшого помаранчевий, а задніх — коричнево-жовтий з білими плямами в коричневій облямівці.

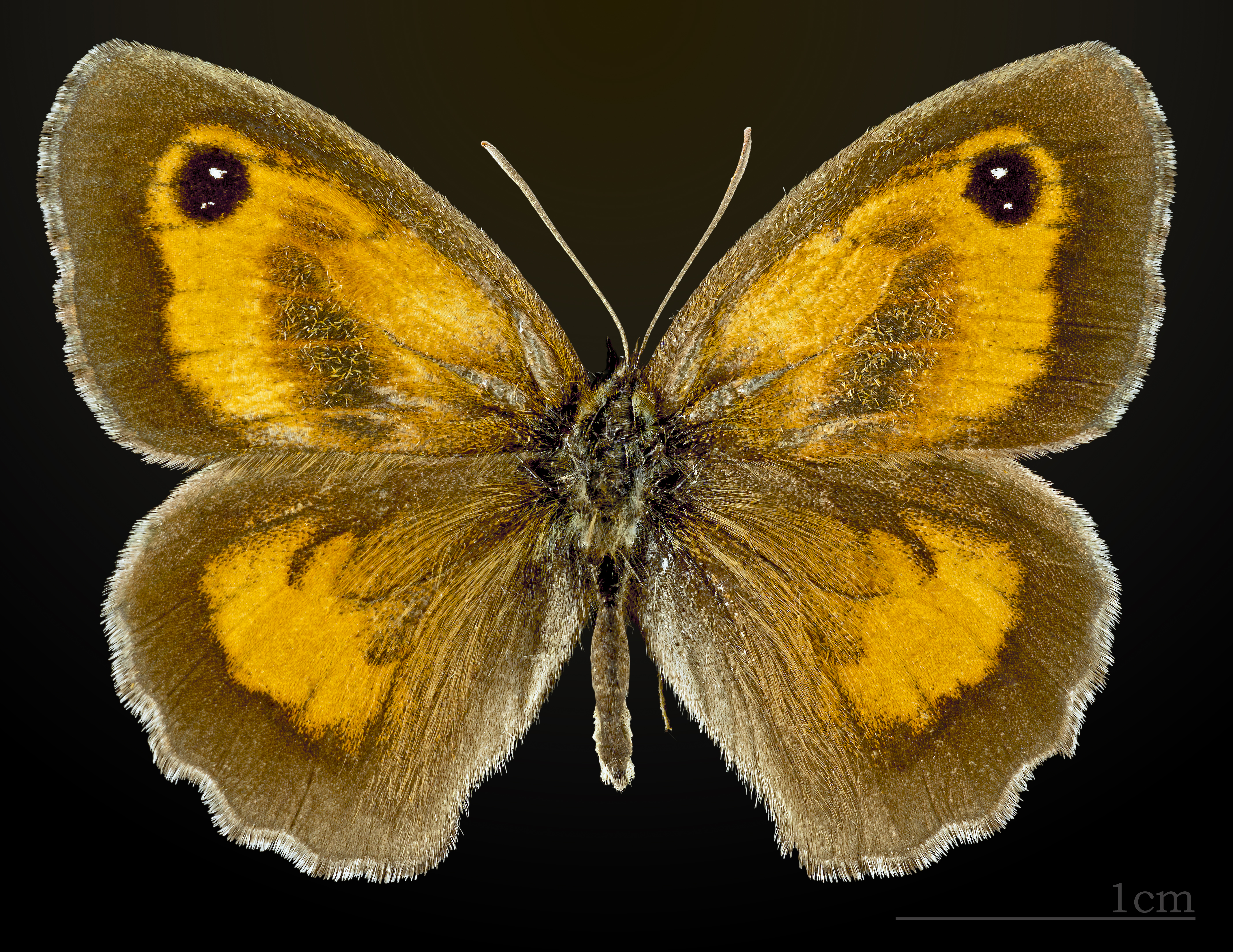
Самець, дорсальна сторона
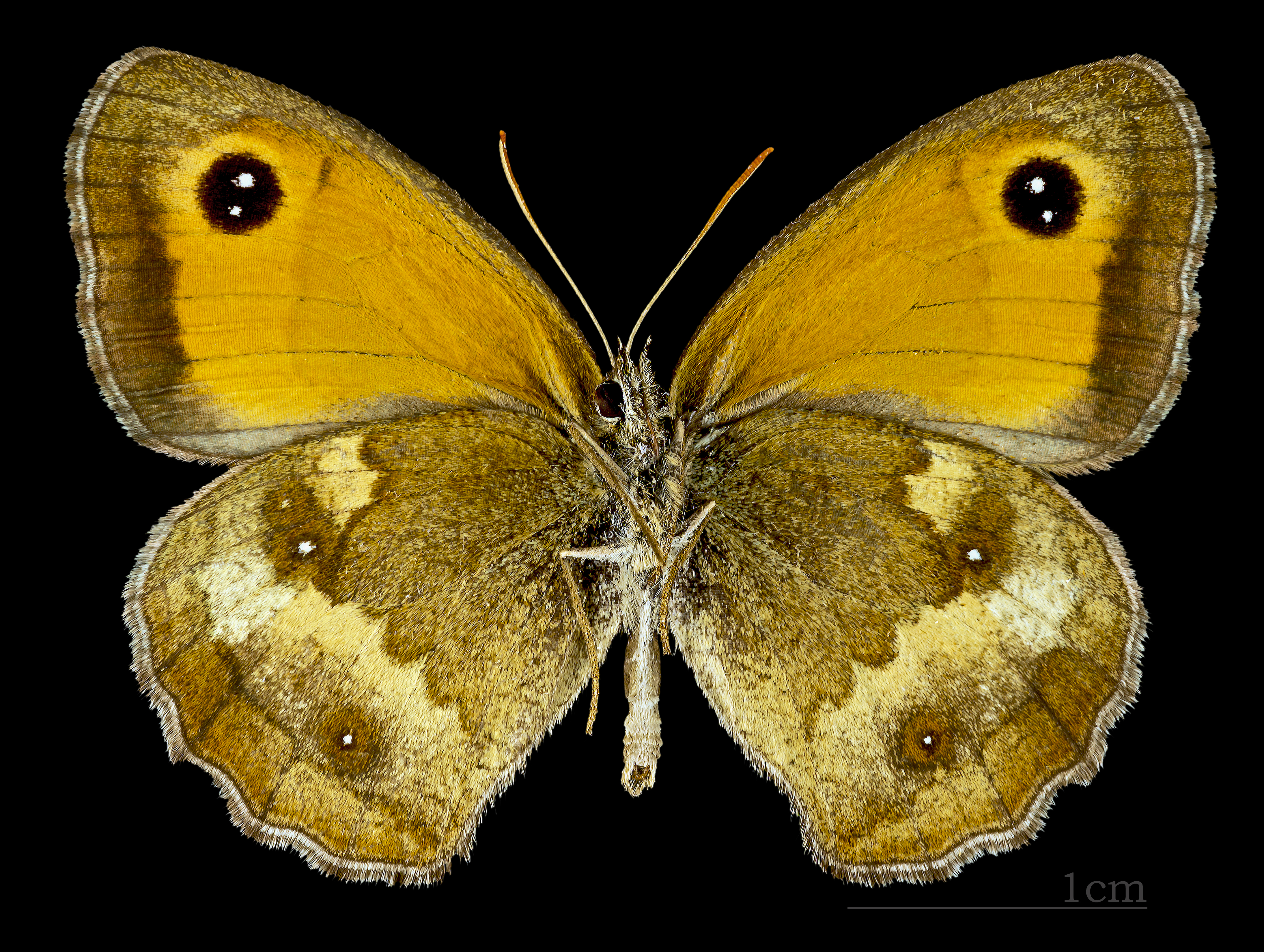
Самець, вентральна сторона
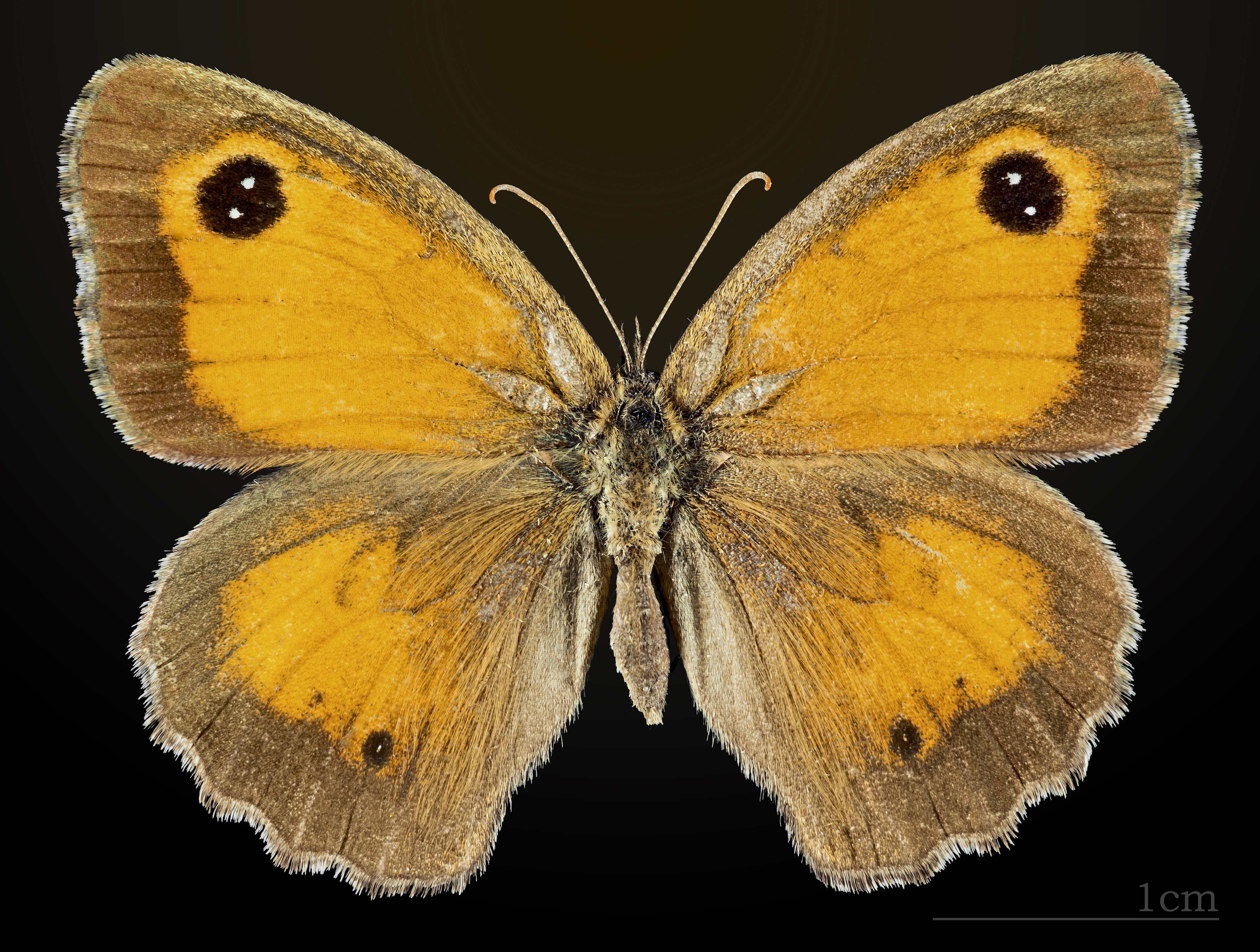
Самиця, дорсальна сторона
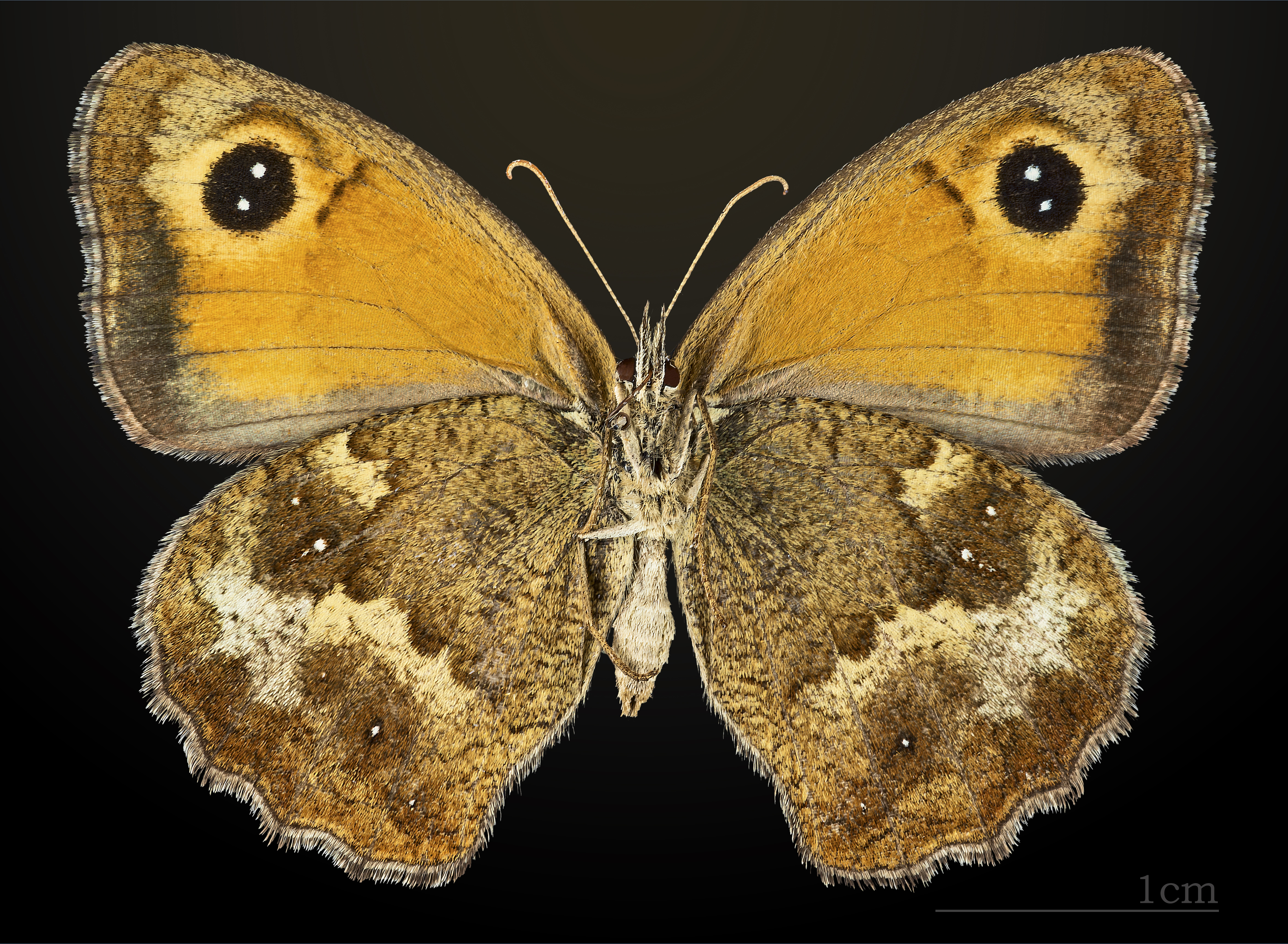
Самиця, вентральна сторона

## Спосіб життя

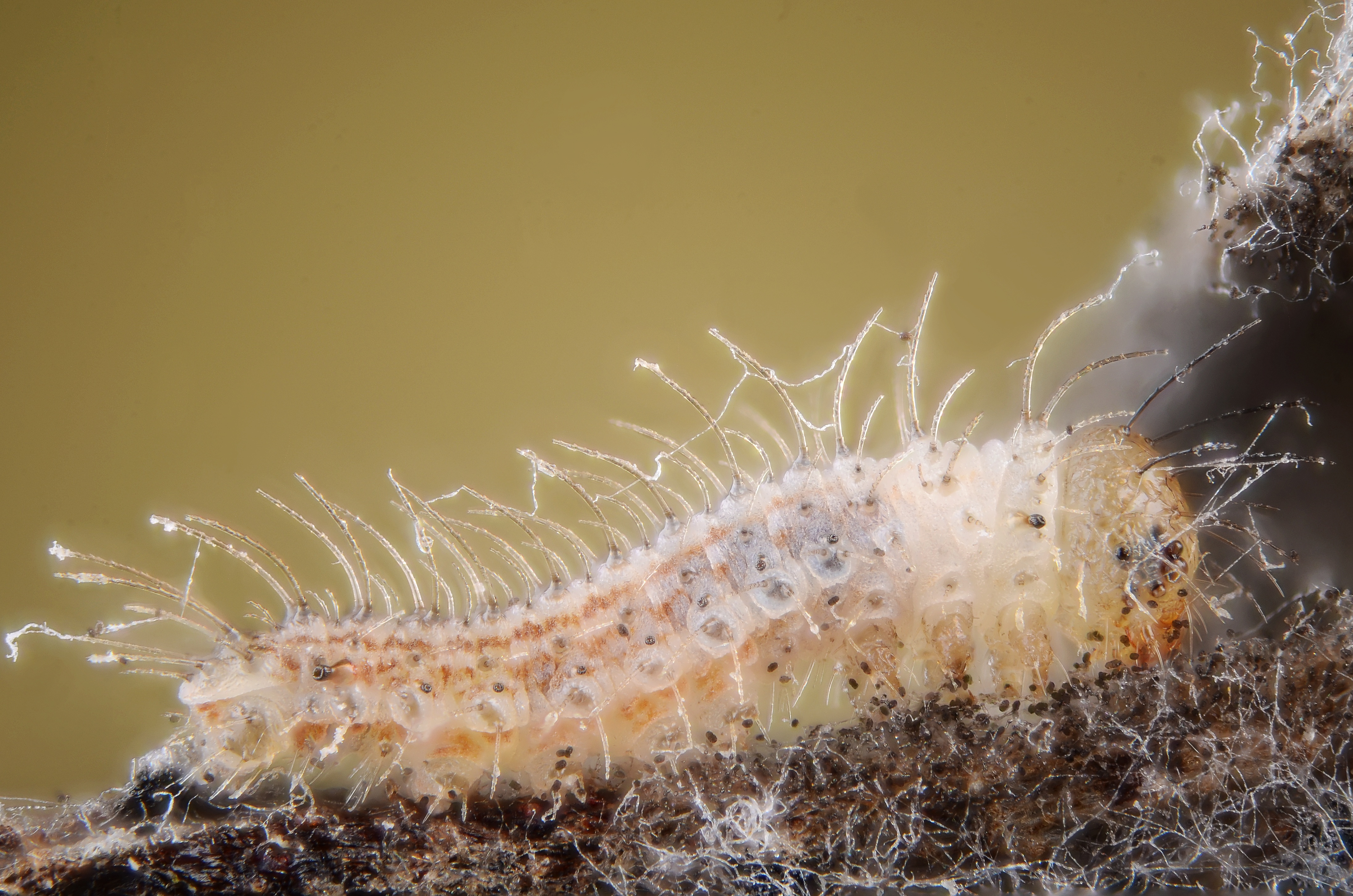
Гусениця

Метелики літають у липні-вересні. Трапляються на вологих луках, узліссях, галявинах серед широколистяних або хвойних лісів. За рік буває одне покоління. Яйця відкладає на злаки. Кормовими рослинами є різні види з родів мітлиці, костриці, тонконога. Гусениці розвиваються повільно. Зимують молоді гусениці на сухих стеблах трави. Продовжують зростати навесні і на початку літа заляльковуються в опалому листі.